# 1592
1592 (MDXCII) byl rok, který dle gregoriánského kalendáře započal středou.

## Události

### Probíhající události
- 1562–1598 – Hugenotské války
- 1568–1648 – Osmdesátiletá válka
- 1568–1648 – Nizozemská revoluce
- 1585–1604 – Anglo-španělská válka
- 1589–1594 – Obléhání Paříže
- 1590–1600 – Povstání Jang Jing-lunga
- 1592–1598 – Imdžinská válka

## Narození
Česko
- 28. března – Jan Amos Komenský († 15. listopadu 1670)
- 27. března nebo 9. dubna – Jiří Třanovský, český a slovenský spisovatel, básník a evangelický kazatel († 29. května 1637)

Svět
- 5. ledna – Šáhdžahán, císař Mughalské říše († 22. ledna 1666)
- 17. ledna – Rodrigo de Arriaga, španělský teolog a filosof působící v Praze († 7. června 1667)
- 22. ledna
  - Philippe Alegambe, belgický jezuita a bibliograf († 6. září 1652)
  - Pierre Gassendi, francouzský kněz, filozof, astronom a matematik († 24. října 1655)
- 22. dubna – Wilhelm Schickard, německý polyhistor a vynálezce († 24. října 1635)
- 28. srpna – George Villiers, 1. vévoda z Buckinghamu, britský šlechtic a oblíbenec krále Karla I. († 23. srpna 1628)
- 4. listopadu – Gerard van Honthorst, nizozemský malíř († 27. dubna 1656)
- 28. listopadu – Chuang Tchaj-ťi, první císař dynastie Čching († 21. září 1643)
- 6. prosince – William Cavendish, 1. vévoda z Newcastle, anglický šlechtic a politik († 25. prosince 1676)
- neznámé datum
  - Jacques Callot, francouzský kreslíř a rytec († 14. března 1635)
  - Ingen Rjúki, čínský básník a kaligraf († 1673)
  - Wang Tuo, čínský kaligraf, malíř a básník († 1652)
  - Wang Š’-min, čínský malíř a kaligraf († 1680)
  - György Széchenyi, uherský primas a arcibiskup ostřihomský († 18. února 1695)
  - Angélique Paulet, francouzská preciózka, loutnistka, milenka francouzského krále Jindřicha IV. a návštěvnice literárního salónu Catherine de Vivonne, markýzy de Rambouillet († 1651)

## Úmrtí
Česko
- 9. března - Martin Philadelphus Zámrský, český luterský kazatel a spisovatel (* asi 1550)
- 31. srpna – Vilém z Rožmberka, český aristokrat a nejvyšší purkrabí českého království (* 10. března 1535)

Svět
- 22. ledna – Alžběta Habsburská, manželka francouzského krále Karla IX. (* 5. července 1554)
- 2. února – Ana de Mendoza, kněžna z Éboli, španělská šlechtična (* 29. června 1540)
- 13. února – Jacopo Bassano, italský malíř (* 1515)
- 29. února – Alessandro Striggio, italský hudební skladatel (* 1536 nebo 1537)
- 13. dubna – Bartolomeo Ammanati, italský architekt a sochař (* 18. června 1511)
- 1. července – Marc'Antonio Ingenieri, italský hudební skladatel (* 1547)
- 3. září – Robert Greene, anglický spisovatel (* 1558)
- 23. září – Michel de Montaigne, francouzský renesanční myslitel a humanista (* 28. února 1533)
- 23. října – Stanisław Górka, poznaňský vojvoda (* 1538)
- 17. listopadu – Jan III. Švédský, švédský král (* 20. prosince 1537)
- neznámé datum
  - Moderata Fonte, italská básnířka a spisovatelka (* 1555)
  - Thomas Cavendish, anglický korzár ze šlechtického rodu Cavendishů (* 19. září 1560)

## Hlavy států
- České království – Rudolf II.
- Svatá říše římská – Rudolf II.
- Papež – Klement VIII.
- Anglické království – Alžběta I.
- Francouzské království – Jindřich IV.
- Polské království – Zikmund III. Vasa
- Uherské království – Rudolf II.
- Osmanská říše – Murad III.
- Perská říše – Abbás I. Veliký